# Reginald Gardiner

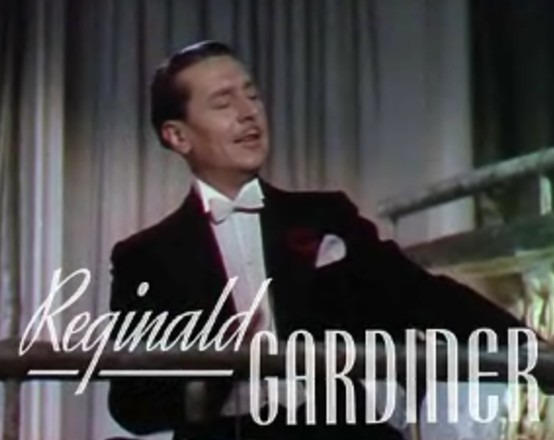
Reginald Gardiner en el tráiler de la película Sweethearts (1938).

Reginald Gardiner (27 de febrero de 1903 – 7 de julio de 1980) fue un actor británico.

## Biografía
Nació en Wimbledon (Reino Unido), el 27 de febrero de 1903. Atraído desde pequeño por la interpretación, estudió y se graduó en la prestigiosa Real Academia de Arte Dramático de Londres. Con una considerable experiencia en su país, tanto en revistas y obras teatrales como en películas, llegó a Broadway en 1935, donde triunfó inmediatamente en la obra At home abroad. Al año siguiente debuta en Hollywood con el musical de Cole Porter Nacida para la danza. Su porte distinguido, fino bigote y una pomposa forma de hablar se convierten en marcas de fábrica -como bien luce en El gran dictador, encarnando a Schultz, aviador primero y comandante después-, y lo encontramos como secundario en comedias como Horn Blows at Midnight o El pecado de Cluny Brown. Debido a su origen, se especializa también en personajes históricos y en militares británicos en películas bélicas. Una lesión producida por una caída le obligó a retirarse a mediados de los sesenta. Falleció en 1980.

## Filmografía (parcial)
- 1936 - Born to dance (Nacida para la danza) de Roy del Rulth.
- 1938 - Novios (Sweethearts) de W.S. Van Dyke y Robert Z. Leonard
- 1939 - Los locos del aire (The Flying Deuces) de A. Edward Sutherland.
- 1940 - El gran dictador (The Great Dictator) de Charles Chaplin
- 1958 - Yo soy el padre y la madre (Rock a bye baby) de Frank Tashlin
- 1964 - Ella y sus maridos (What a Way to Go!) de J. Lee Thompson.